# Erste Regierung Melbourne

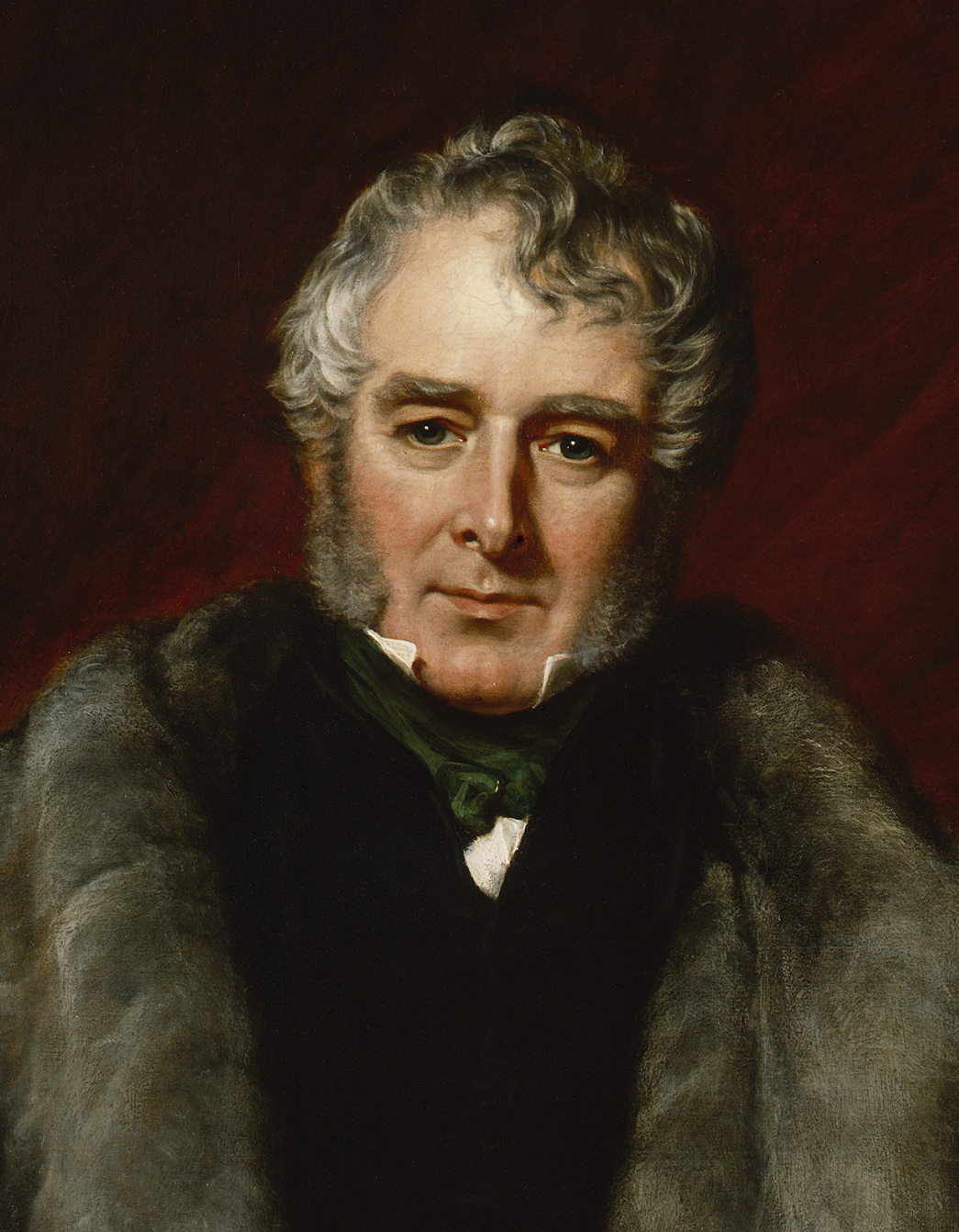
William Lamb, 2. Viscount Melbourne

Die Erste Regierung Melbourne war von Juli bis November 1834 die Regierung des Vereinigten Königreichs von Großbritannien und Irland. Sie wurde am 16. Juli 1834 von William Lamb, 2. Viscount Melbourne gebildet und löste die Regierung Goderich ab. Sie blieb zum 17. November 1834 im Amt, woraufhin die Übergangsregierung Wellington gebildet wurde. Ihr gehörten ausschließlich Mitglieder der liberalen Whigs an.
Bei den Wahlen zwischen dem 8. Dezember 1832 und dem 8. Januar 1833 gewannen die liberalen Whigs von Charles Grey, 2. Earl Grey 441 (66,7 Prozent) der 658 und die konservativen Tories von Arthur Wellesley, 1. Duke of Wellington 175 Mandate (29,4 Prozent), während die Irische Aufhebung (Irish Repeal) unter Daniel O’Connell mit 42 Parlamentariern (3,9 Prozent) ins House of Commons einzog.

## Kabinettsmitglieder
Dem Kabinett gehörten folgende Mitglieder an:
| Amt                                     | Amtsinhaber                                       | Beginn der Amtszeit | Ende der Amtszeit |
| --------------------------------------- | ------------------------------------------------- | ------------------- | ----------------- |
| Erster Lord des Schatzamtes             | William Lamb, 2. Viscount Melbourne               | 16. Juli 1834       | 17. November 1834 |
| Lordkanzler                             | Henry Brougham, 1. Baron Brougham and Vaux        | 16. Juli 1834       | 17. November 1834 |
| Lordpräsident des Rates                 | Henry Petty-Fitzmaurice, 3. Marquess of Lansdowne | 16. Juli 1834       | 17. November 1834 |
| Lordsiegelbewahrer                      | Constantine Phipps, 6. Earl of Mulgrave           | 16. Juli 1834       | 17. November 1834 |
| Innenminister                           | John Ponsonby, Viscount Duncannon                 | 19. Juli 1834       | 17. November 1834 |
| Außenminister                           | Henry Temple, 3. Viscount Palmerston              | 16. Juli 1834       | 17. November 1834 |
| Minister für Krieg und Kolonien         | Thomas Spring Rice                                | 16. Juli 1834       | 14. November 1834 |
| Erster Lord der Admiralität             | George Eden, 2. Baron Auckland                    | 16. Juli 1834       | 15. November 1834 |
| Schatzkanzler                           | John Spencer, Viscount Althorp                    | 16. Juli 1834       | 14. November 1834 |
| Präsident des Handelsminister           | Charles Poulett Thomson                           | 16. Juli 1834       | 14. November 1834 |
| Präsident des Kontrollamtes             | Charles Grant                                     | 16. Juli 1834       | 15. November 1834 |
| Münzmeister                             | James Abercromby                                  | 16. Juli 1834       | 15. November 1834 |
| Erster Kommissar für Wälder und Forsten | Sir John Hobhouse                                 | 22. Juli 1834       | 15. November 1834 |
| Kanzler des Herzogtums Lancaster        | Henry Vassall-Fox, 3. Baron Holland               | 16. Juli 1834       | 15. November 1834 |
| Zahlmeister der Streitkräfte            | Lord John Russell                                 | 16. Juli 1834       | 15. November 1834 |
| Staatssekretär im Kriegsministerium     | Edward Ellice                                     | 16. Juli 1834       | 15. November 1834 |